# ペトロー・ドロシェーンコ
ペトロー・ドロシェーンコ（ウクライナ語: Петро́ Дороше́нко、1627年 - 1698年11月9日）は、ウクライナの政治家、軍人、外交官。右岸ウクライナを中心としたコサック国家の元首、ザポロージャのコサック将軍（1665年 - 1676年）。

## 概要
ポーランド・リトアニア共和国キエフ県チヒルィーン町で生まれた。父ドロテイ・ドロシェーンコは、正教徒のルーシ系の登録コサック。キエフ・モヒーラ学院を卒業後、コサック軍へ入隊した。1647年12月にボフダン・フメリニツキーを伴ってザポロージャへ赴き、1648年に勃発したフメリニツキーの乱に加わった。1649年にチヒルィーン連隊の書記官、1655年にチヒルィーン連隊長、1657年にプルィルーキ連隊長を務めた。フメリニツキー死後、イヴァン・ヴィホーウシキー将軍の支持者となり、1657年から1659年にかけてコサックの野党とロシアの軍勢と戦った。ウクライナの内乱を止めるために、1659年8月に新たな将軍ユーリー・フメリニツキーの配下となった。1659年末にロシアへのコサック使節に参加し、ウクライナの自治制を制限するモスクワ条約の締結を防止しようとした。1660年にウクライナへ侵入したポーランド・クリミアの連合軍と戦い、9月27日にスロボディーシチェの戦いにおいて手柄を立てた。1660年に、コサックのウクライナをポーランド・リトアニア共和国の保護国とするチュードニウ条約を署名した。
1660年から1661年にかけてパウロー・テテーリャ将軍から委任を受け、任命将軍として右岸ウクライナにおいて反乱軍と左岸ウクライナからの親ロシア派軍と戦った。1661年にポーランド・リトアニア共和国の国会より貴族権を賜った。1663年にテテーリャの政権において宰相を務めた。同年5月にパーヴォロチの蜂起を鎮圧した。1663年の秋から1664年の冬にかけて、右岸・左岸のウクライナを統一すべく出兵を指揮したが、失敗した。1665年にコサック将軍を決める選挙に立候補し、クリミア・ハン国の援助を得て、選挙戦で勝ち抜き、右岸ウクライナの将軍となった。その後、コサックの長老と農民の蜂起を厳しく鎮圧し、国内における軍事政権を確立させた。1666年にポーランドとロシアがウクライナを分割しようとすることを知り、12月9日にポーランド軍をブライーリウの戦いで破って右岸ウクライナを独立させた。
1667年にポーランドとロシアがアンドルーソヴォ条約を締結すると、正式にポーランドの保護を放棄し、オスマン帝国の保護を受けるためにイスタンブールへコサック使節を派遣した。一方、1668年5月に左岸ウクライナへ出兵し、アンドルーソヴォ条約に不満を持つ現地のコサックの手により親ロシア派のイヴァン・ブリュホヴェーツィキー将軍を殺害させ、ロシアの軍勢を追い払い、同年6月8日に統一されたウクライナのコサック国家の元首に選ばれた。そして、ポーランドとロシアに抵抗しつづけるために、1669年3月に行われた全ウクライナのコールスニの会議においてオスマン帝国のスルタンの保護を受けた。ポーランド・リトアニア共和国をモデルにコサック国家の社会秩序を改革し、君主制ならびに独立したキエフ総主教庁を成立しようとし、ルーシ人が居住する全域の統一を計画した。1669年の秋にムィハーイロ・ハネーンコ将軍を頭領とする親ポーランド派のコサックの反乱軍を破ったが、親ロシア派の謀略によって左岸ウクライナを失った。
1671年にブラーツラウ地方に侵入したポーランド・リトアニアの軍勢と戦うために、オスマン帝国の援軍を依頼し、ポーランド・オスマン戦争を促した。1672年7月8日にバティーフの戦いで敵軍を破り、その後オスマン帝国軍に従軍し、カームヤネツィとリヴィウの包囲戦に参加した。さらに、左岸ウクライナを取り戻すために再びオスマン帝国の援軍を依頼し、ロシア・オスマン戦争に導いた。しかし、戦争中に右岸ウクライナが著しい損害を受けて無人化したので、支持層を失った。1676年に首都チヒルィーンで孤立し、ロシア軍と左岸ウクライナ・コサック軍に包囲された。同年9月に降参し、左岸ウクライナのイヴァン・サモイローヴィチ将軍にコサック将軍の標章を譲った。1677年3月にロシアのツァーリの命によりモスクワへ移住され、投獄された。その後流刑の代わりに、1679年から1692年にかけて、ロシア北東のヴャトカの知事を務めた。1684年にロシア政府よりヤロポルチェ村（現モスクワ州ヤロポレツ村）を賜り、そこへ移住した。1698年11月9日に死去した。ヤロポルチェ村のパラスケヴァ聖堂で埋葬された。